# Lego 2K Drive
Lego 2K Drive est un jeu vidéo de course basé sur la licence LEGO développé par Visual Concepts et publié par 2K Games. Il est sorti le 19 mai 2023 sur Microsoft Windows, Nintendo Switch, PlayStation 4, PlayStation 5, Xbox One et Xbox Series.

## Système de jeu
Lego 2K Drive est un jeu de course joué à la troisième personne. Le jeu se déroule dans Brickmania, qui se compose d'un certain nombre de régions qui peuvent être librement explorées par les joueurs. En plus de terminer l'histoire, les joueurs doivent compléter différents mini-jeux et défis dans le monde ouvert du jeu. Dans le jeu, les joueurs peuvent créer leurs véhicules avec 1 000 pièces LEGO, bien que des options plus conventionnelles, telles que celles de Lego City et Lego Creator soient également disponibles. Les véhicules peuvent par ailleurs se transformer. Par exemple, un véhicule terrestre peut se transformer en bateau lorsqu'il a été conduit dans l'eau. Le jeu propose de plus un environnement destructible. Le jeu comprend aussi des modes multijoueurs coopératifs et compétitifs. Un écran partagé à deux joueurs et un jeu en ligne à six joueurs seront ainsi disponibles.

## Développement
Alors que TT Games a développé la plupart des jeux Lego, Lego 2K Drive a été développé par Visual Concepts, qui est surtout connu pour la création de jeux de basket-ball. Les membres de l'équipe avaient une expérience de travail sur des jeux de course tels que Hydro Thunder et San Francisco Rush. Lego 2K Drive a marqué le début d'un accord multi-jeux entre The Lego Group et 2K Games. Le développement du jeu a pris environ cinq ans. Selon l'équipe, le jeu était destiné à être une expérience décontractée et accessible. Le directeur de la création Brian Silva a ajouté que 2K Drive a été conçu pour être plus qu'un simple "jeu de course", car il encourage les joueurs à construire leurs véhicules, à explorer le monde du jeu et à effectuer diverses activités annexes,.
Annoncé en mars 2023, le jeu sort le 19 mai 2023 sur Microsoft Windows, Nintendo Switch, PlayStation 4, PlayStation 5, Xbox One et Xbox Series. Visual Concepts prévoit de prendre en charge le jeu avec du contenu téléchargeable supplémentaire lors du lancement.
Lego 2K Drive était dans la liste des jeux offerts avec l'abonnement du PlayStation Plus du mois de décembre 2023. Il est prévu qu'il soit retiré de cette offre fin janvier 2024.